# Джурабек
Джурабек (Джурабий) (1841?—1906) — китабский бек, из узбекского рода кенагас, один из основных противников бухарского эмира Музаффара, впоследствии генерал-майор русской армии.

## Биография
Дата рождения неизвестна. Ещё молодым человеком стал беком Китаба, который наравне с Шааром был крупнейшим городом Шахрисабзского оазиса. Состоя в формальном подчинении Бухарскому эмиру, проводил фактически независимую политику, которая неоднократно приводила к военным столкновениям с эмиром. Бухарские эмиры неоднократно пытались овладеть Шахрисабским оазисом и туземные летописцы насчитывают около 30 походов совершённых туда эмирами. Походы эти вели только к усилению вражды между узбекской династией Мангытов и шахрисабзскими беками из рода Кенагас.
После взятия в 1865 году Черняевым Ташкента, Джурабек совместно с беком Шаара Бабабеком постоянно угрожал российским границам, зачастую организовывал грабительские набеги на русскую территорию. Однако даже появление русских войск в Джизаке, у ворот Заравшанской долины, не примирило бухарцев и шахрисабзцев, хотя муллы и дервиши проповедовали священную войну и возбуждение против «неверных» было громадное. Тем не менее во время кампании генерала Романовского и разгрома последним войск бухарского эмира Музаффара под Ирджаром и взятия Джизака, Джурабек и Бабабек оставались нейтральными, совершая лишь незначительными отрядами набеги на тыловые районы Бухарского ханства и Русского Туркестана.
На начальном этапе кампании Кауфмана против эмира шахрисабзцы также оставались в стороне, однако после взятия русскими Самарканда и последующего движения русских войск к Катта-Кургану и далее на Зерабулак, Джурабек и Бабабек, собрав значительные силы (в разных источниках оцениваемые от 20 до 40 тысяч человек), 2(14) июня 1868 года атаковали Самаркандскую цитадель, защищаемую небольшим русским гарнизоном. В этот же день русские войска на Зерабулакских высотах в генеральном сражении разбили армию Бухарского эмира и, не получая никаких известий из Самарканда, повернули назад. Получив 5 мая сведения о ближайшем возвращении Кауфмана, Джурабек и Бабабек собрав свои войска вернулись через Джамский проход обратно в Шахрисабзскую долину. Осаду Самаркандской цитадели продолжали только горожане и жители окрестных кишлаков. Утром 8 мая русские войска вошли в Самарканд и освободили гарнизон цитадели.
Дальнейшие враждебные отношения Джурабека к России, мешавшие мирному устроению завоёванной русскими Заравшанской долины, ускорили развязку. Летом 1870 г. под стенами Китаба явились русские войска под начальством генерала Абрамова. Военные действия были недолги, но весьма упорны. 14 августа 1870 г. Китаб был взят штурмом, и беки с 3-тысячным отрядом бежали в сначала в Магиан, но, преследуемые отрядом полковника Михайловского, вынуждены были уйти в Кокандское ханство. Однако кокандский хан их схватил и выдал русскому правительству.
Прибыв в Ташкент Джурабек был весьма радушно и милостиво принят генерал-адъютантом Кауфманом и получил дозволение жить в Ташкенте. Одарённый острым и восприимчивым умом, Джурабек быстро сблизился с русским обществом Ташкента.
Когда в 1875 году открылись военные действия против Кокандского ханства, генерал Кауфман призвал Джурабека к себе и предложил ему принять участие в походе. Джурабек принял это предложение и, собрав на свои средства двухсотенный отряд джигитов, поступил в распоряжение Скобелева. Его отряд принимал участие в кровопролитном бою под Махрамом и в первом штурме Андижана, также на него была возложена курьерская служба и ведение разведки в глубине Ферганской долины. За проявленные в Кокандском походе блестящее мужество и отвагу Джурабек был награждён знаками отличия Военного ордена 3-й и 4-й степеней.
6 апреля 1876 г. по ходатайству К. П. фон Кауфмана император Александр II повелел: «бывшего шахрисябзского бека Джурабека наградить чином подполковника с зачислением по армейской кавалерии и орденом Св. Станислава 2-й степени» (с мечами). Затем Джурабек был зачислен в распоряжение туркестанского генерал-губернатора с назначением за особые заслуги содержания в размере 3500 рублей в год.
По случаю производства в офицеры Джурабек посетил Санкт-Петербург, где представлялся императору Александру II, который желая оказать новую милость Джурабеку за его услуги, приказал зачислить сына Джурабека в Собственный конвой — это был первый подобный случай для выходцев из Средней Азии.
Во время русско-турецкой войны 1877—1878 гг. в Санкт-Петербурге было принято решение произвести демонстрацию против Британской Индии, для чего в селении Джам на полпути между Самаркандом и Шахрисабзом был собран специальный отряд; Джурабек, как близко знакомый с предполагаемым маршрутом следования отряда и пользующийся в этих краях громадным авторитетом, был назначен чиновником особых поручений при начальнике отряда. Однако демонстрация не состоялась и отряд был возвращён на постоянные квартиры.
В 1880 года Джурабек участвовал в подавлении смут в Ферганской области и 30 августа 1882 года за отличие был произведён в полковники. В 1885 году награждён орденом Св. Анны 2-й степени, а в 1888 году — орденом Св. Владимира 4-й степени.
Состоя в распоряжении Туркестанского генерал-губернатора, полковник Джурабек, пользуясь большим доверием и расположением русского правительства, нередко исполнял возлагаемые на него весьма серьёзные и секретные поручения по дипломатической части в Бухаре, Афганистане, Кашгаре; в частности, он был одним из организаторов тайного «бегства» будущего афганского эмира Абдуррахмана из Ташкента через бухарские пределы до афганской границы.
6 мая 1901 года по ходатайству Туркестанского генерал-губернатора Н. А. Иванова, поддержанному А. Н. Куропаткиным полковник Джурабек был произведён в генерал-майоры. В 1903 году состоялось его полное примирение с Бухарским правительством, которому после кампании 1870 году отошли родовые владения Джурабека. В доказательство такого примирения эмир бухарский Абдулахад пожаловал Джурабеку золотую бухарскую звезду 1-й степени и назначил пожизненную ренту. В 1904 году он был награждён орденом св. Владимира 3-й степени.
Живя в Ташкенте Джурабек приобрёл себе близ города небольшое поместье, в котором хранилась одна из лучших в Туркестане библиотека старинных восточных рукописей; некоторые из них были преподнесены Джурабеком в дар Российской Академии наук в Санкт-Петербурге; академик В. В. Бартольд, приезжая в Ташкент, неоднократно работал в библиотеке Джурабека.
25 января 1906 года Джурабек был тяжело ранен грабителями в собственном доме и в ночь на 26 января скончался, похоронен 26 января в собственном поместье близ Ташкента.
В некрологе, опубликованном в «Историческом вестнике» приведена следующая характеристика Джурабека: «Духовные качества Джурабека вполне соответствовали его атлетическому телосложению. Это была крупная личность во всех отношениях. Природный ум, изощрённый удивительными перипетиями жизни, выдающаяся сила характера, справедливость и полное достоинства самообладание приобрели ему популярность и уважение среди туземцев. … Со стороны религии Джурабек далеко не был узким фанатиком, как по-видимому следовало ожидать от среднеазиатского туземца, выросшего и воспитавшегося в среде, ещё совершенно не тронутой европейской цивилизацией».
Кроме сына, зачисленного в Собственный Его Императорского Величества Конвой, у Джурабека была дочь, которую он выдал замуж за внука бывшего кокандского хана Худояра.